# Pascaline (Vorname)
Pascaline ist ein weiblicher Vorname.

## Herkunft und Bedeutung
Der französische Name ist die weibliche Form von Pascal.
Andere weibliche Varianten sind Pasqualina (italienisch) und Pascuala (spanisch).

## Bekannte Namensträgerinnen
- Pascaline Chavanne, belgische Kostümbildnerin
- Pascaline Wangui (* 1960), kenianische Marathonläuferin